# Foot Onslow
Foot Onslow (* 2. Juni 1655; † 11. Mai 1710) war ein englischer Politiker.

## Leben
Onslow war der zweite Sohn von Sir Arthur Onslow, 1. Baronet aus dessen zweiter Ehe mit Mary Foot, Tochter des Sir Thomas Foot, 1. Baronet. Sein älterer Bruder war Richard Onslow, 1. Baron Onslow.
Onslow wurde am St-Edmund-Hall-College der Universität Oxford ausgebildet. Er war ab 1676 Freeman der Londoner Levant Company und betätigte sich als Kaufmann im Orienthandel, allerdings nicht erfolgreich. Er lebte zeitweise in der Türkei.
Am 15. Januar 1688 wurde er erstmals als Abgeordneter für das Borough Guildford in Surrey ins englische House of Commons gewählt. Er wurde dreimal wiedergewählt und schied am 24. Juni 1700 aus dem Parlament aus.
Von 1689 bis 1692 hatte er das Amt eines Commissioner for preventing Wool Exports und von 1694 bis zu seinem Tod, 1710, das Amt des First Commissioner of Excise inne.

## Ehe und Nachkommen
Onslow heiratete am 2. Februar 1688 Susannah Anlaby († 1715), Tochter von Thomas Anlaby und Witwe von Arnold Colwell. Sie brachte eine Mitgift in die Ehe, die ihm seine politische Arbeit ermöglichte. Sie hatten zwei Söhne, Arthur Onslow (1691–1768), Speaker of the House of Commons, und Richard Onslow (etwa 1697–1760), Lieutenant-General der British Army, sowie fünf Töchter.